# Balindong
Balindong (in passato Watu) è una municipalità di quarta classe delle Filippine, situata nella Provincia di Lanao del Sur, nella Regione Autonoma nel Mindanao Musulmano.
Balindong è formata da 38 baranggay:
- Abaga
- Bantoga Wato
- Barit
- Bolinsong
- Borakis
- Bualan
- Bubong
- Bubong Cadapaan
- Cadapaan
- Cadayonan
- Dadayag
- Dado
- Dibarusan
- Dilausan
- Dimarao
- Ingud
- Kaluntay
- Lalabuan
- Lati

- Lilod
- Limbo
- Lumbac Lalan
- Lumbac Wato
- Lumbayao
- Magarang
- Malaig
- Nusa Lumba Ranao
- Padila
- Pagayawan
- Paigoay
- Pantaragoo
- Poblacion (Balindong)
- Raya
- Salipongan
- Talub
- Tomarompong
- Tantua Raya
- Tuka Bubong